# Добротворский, Сергей Николаевич
Сергей Николаевич Добротворский (22 января 1959, Ленинград — 27 августа 1997, Санкт-Петербург) — советский и российский актёр, режиссёр и сценарист, киновед, критик, журналист. Член Союза кинематографистов России. Член экспертной комиссии Госкино России. Член ФИПРЕССИ.

## Биография
Родился в Ленинграде в семье начальника отдела кадров Ленинградской студии телевидения Николая Петровича Добротворского. В 1980 году окончил театроведческий факультет Ленинградского государственного института театра, музыки и кинематографии имени Н. К. Черкасова и поступил в аспирантуру. В 1982—1984 годах служил в армии. В 1986 году окончил аспирантуру, работал в Научно-исследовательском отделе ЛГИТМИКа (РИИИ). В 1987 году защитил диссертацию на соискание учёной степени кандидата искусствоведения по теме «Проблема героического в советском кинематографе о Великой Отечественной войне, 1950—1980 гг.». Преподавал в Петербургской академии театрального искусства и в институте киноинженеров, читал лекции в США.
С 1990 года — член редколлегии журнала «Сеанс», с 1994 года — кинообозреватель газеты «Коммерсантъ-daily».
С 1996 года — председатель Гильдии киноведов и кинокритиков Санкт-Петербурга.
В 1997 году на канале ОРТ вёл несколько выпусков программы «Линия кино».
Умер 27 августа 1997 года в Санкт-Петербурге от передозировки героина. Похоронен на Смоленском православном кладбище.
Карина Добротворская, вторая жена Сергея Добротворского, писала в своих воспоминаниях «Кто-нибудь видел мою девчонку? 100 писем к Сереже»: «Ты попросил вторую дозу. Тебя отговаривали, но ты сказал, что знаешь, что делаешь. Якобы ты произнес мое имя — это потом повторяли те, кто считал твою смерть самоубийством. Не знаю. А может быть, ты просил эту дозу, не думая о том, что она будет смертельной. Ты просто хотел пойти немного дальше, заглянуть во входное отверстие, посмотреть, что же все-таки там. То, что там, тебе было уже интереснее того, что здесь».

## Творчество
Вернувшись из армии, совместно с М. С. Трофименковым и Л. В. Поповым создал подпольный театр «На подоконнике» (1984—1987) и как режиссёр поставил спектакли «Последняя женщина Дона Хуана», «С днём рождения, Ванда Джун».
Участник группы параллельного кино «Че-паев» (1986), созданной в 1984 году молодыми независимыми режиссёрами, которые снимали свои работы на 16 мм киноплёнку и на VHS и решили объединиться для популяризации собственного творчества путём частных показов на квартирах.
Публиковался в научных сборниках ЛГИТМиКа и РИИИ, в журналах «СинеФантом», «Сеанс», «Искусство кино», «Киноведческие записки», «ОМ», «Premiere», в газетах «Коммерсантъ-daily», «Литературная газета» и др. Автор более шестисот печатных работ по истории и теории кино, рецензий, обзоров и т. д., опубликованных в России, странах СНГ и за рубежом. Режиссёр Алексей Балабанов: «Я всегда говорю: если не знаешь, то позвони, а то получится как у Добротворского, у которого всегда полно ошибок…».
Автор сценария фильма «Упырь» (1997), соавтор сценария фильмов «Никотин» (1993), «Дух» (1998).

### Режиссёр
- 1988 — Говорят члены общества «Че-паев»
- 1988 — Движение
- 1988 — Подарок одинокому москвичу
- 1988 — Пьянству — бой!
- 1988 — Симметричное кино
- 1990 — Ку-ку-ку-кай-кай

### Сценарист
- 1993 — Никотин — при участии М. Пежемского
- 1997 — Упырь
- 1998 — Дух — совместно с Е. Ивановым, А. Ганшиной, И. Охлобыстиным
- 1998 — Марцефаль — совместно с К. Мурзенко

### Актёр
- 1988 — Без мундира
- 1988 — Говорят члены общества «Че-паев»
- 1989 — Птицам крылья не в тягость
- 1990 — Панцирь
- 1993 — Никотин
- 1997 — Танго

## «Кино на ощупь»
Данная работа Сергея Добротворского посвящена исследованию смен тенденций и парадигм в истории кино. Автор вводит в теорию кино новые понятия, которые определяют целые эпохи развития кинематографа.
По его мнению, кино 1980—1990-х годов пользуется художественными приёмами, характерными для телевизионной рекламы. Это связано с тем, что кино открывает новое поле для своего оформления, где зритель воспринимает кинопродукт не только через орган зрения, но и осязательно, то есть «на ощупь». Особенность телевизионной рекламы состоит в том, что она через крупные планы, приятную музыку и громкие лозунги разрывает дистанцию между собой и потребителем. Рекламируемый объект трансцендируется и становится для человека осязаемым. Данная черта оказалась свойственна и кинематографу, который ранее находился лишь в собственных границах. Добротворский приводит в качестве примера «осязательного кино» фильм Дэвида Линча «Дикие Сердцем», который открывается сценой с зажжённой свечой. Огонь снят настолько крупно, что он так и норовит выйти за пределы экрана, чтобы зритель его почувствовал. Иной пример относится к аудиальной части кино: «Парк Юрского периода» Стивена Спилберга снят таким образом, что звук фильма не привязывается к кадру, а расходится по всему зрительному залу и вызывает эффект присутствия. Описав тенденции кинематографа, автор задаётся вопросом, почему кинематографу потребовалось перейти границы своего обозначенного пространства?
Для исследования этого вопроса Добротворский использует делёзианские понятия «кочевника», «мигранта» и «оседлого». По его мнению, зарождение и становление кинематографа как вида искусства являлось определением киноязыка, «прощупыванием». По мере развития киноязыка поле кино оформляется и становится суверенным. Кинематограф достигает статуса «оседлого» существования, поскольку многие его правила и инструменты уже освоены. Однако у кино впервые появляется возможность репрезентировать реальность: показывать то, что есть. Ввиду такой особенности киноязык в 1920-х и 1930-х годах обретает способность диктовать «объективный» взгляд на мир. В середине 20-го столетия на фоне исторических событий меняется и подход к кино. Многие интеллигенты эмигрировали в США, где стало возможным отказаться от «абсолюта» киноязыка в пользу выражения субъективного выражения реальности. Киноязык в руках «мигрантов» стал не просто комплексом мифологем, отражающих мир, а способом выразить всё что угодно через кино. Именно в эту эпоху происходит обозначение поля вне кино: определение тех концептов и явлений, которые являются содержанием кинофильмов: открывается эпоха модернизма в кинематографе. Примером модернистского подхода для Добротворского являются «Персона» Ингмара Бергмана и «Восемь с половиной» Федерико Феллини: эти фильмы дают авторское представление о мире, а также доводят киноязык до совершенства. Эпоха авторского кино кончается в тот момент, когда киноязык достигает своих пределов: «мигранты», освоив территорию кино, вновь становятся «оседлыми». По мнению автора, смена парадигм знаменуется картиной Энди Уорхола «Эмпайр». Этот фильм в себе самом уничтожает суть кинематографа, ведь он становится избыточным: небоскрёб, демонстрируемый в течение нескольких часов, не несёт в себе никакого смысла. Кино уже неспособно на своей же территории рождать новые смыслы и совершенствоваться, что может привести к его стагнации. Таким образом, кино расширяет своё поле и отчасти выходит из самого себя, пытаясь охватить различные сферы жизни. В этом состоянии оно встаёт на «кочевой» путь своего развития.

## Призы и награды
- 1995 — премия памяти Михаила Левитина Гильдии киноведов и кинокритиков России
- 1997 — премия Гильдии киноведов и кинокритиков России